# 양기
양기(梁冀, ? ~ 159년)는 후한 중기의 관료로, 자는 백탁(伯卓)이며, 안정군 오지현(烏枝縣) 사람이다.

## 생애
외모는 어깨가 솔개와 같이 넓고 눈매가 승냥이와 같았으며 주변을 위압하고 성품이 오만하였다. 또한 말을 더듬었으며 학문을 멀리하였고, 소소한 계산에 능하였다. 젊을 때부터 황실의 외척이었으며 술을 좋아하였고, 탄기(彈棋)·격오·축국 등의 유희를 잘하였으며 경마·매사냥 등을 굉장히 좋아하였다.
양가 원년(132년), 누이동생 양날(梁妠)이 황후가 되었다. 이때 양기는 양읍후(襄邑侯)에 봉해졌는데, 그의 부친 양상(梁商)은 좌웅(左雄)의 간언을 듣고 이를 고사하였다. 처음에는 황문시랑(黃門侍郞)이 되었고 그 후에는 시중(侍中), 호분중랑장(虎賁中郞將), 월기교위(越騎校尉)·보병교위(步兵校尉), 집금오 등을 역임한 후 하남윤에 임명되었다.
영화 6년(141년), 양상이 죽었다. 양기는 양상으로부터 대장군 작위를 물려받았다.
순제가 붕어하고, 나이가 두 살에 불과한 충제가 즉위하였다. 이에 양날이 태후로써 섭정을 펼쳤는데, 충제 또한 이듬해에 병으로 죽었다. 태위 이고(李固)는 외척의 횡포를 방지하기 위하여 연장자를 즉위시킬 것을 건의하였으나, 양기 일파는 여덟 살인 질제를 즉위시켰다. 이후 정치는 양기 일파가 완전히 장악하였고, 질제는 이에 불만을 품었다. 곧 양기는 질제를 독살하였다. 이고는 차기 황제로 청하왕 유산을 강력히 추천하였으나, 양기는 환제를 추대하는 한편 이고를 해임시키고 곧 그를 죽였다.
환제 대에 이르러 양기의 세도는 한층 심해졌고, 심지어는 그의 아내 손수의 일족까지도 권세를 휘둘렀으며 양기가 대저택을 짓자 그의 처가도 지지 않기 위해 저택을 지을 정도가 되었다.
화평 원년(150년), 양태후(梁太后)는 정치를 환제에게 맡기라는 내용의 유언을 남기고 죽었다. 그러나 양기는 여전히 권세를 휘둘렀다. 그러나 연희 2년(159년), 양황후(梁皇后)가 죽는 한편 양씨로 위장하여 환제의 총애를 받던 등맹이 양씨가 아님이 발각되었다. 이에 환제는 선초 등 5명의 환관들과 모의하여, 양기의 편을 들은 환관 장운(張惲)을 체포하고 군사를 일으켜 양기의 저택을 포위하였다. 양기는 처자식과 함께 목숨을 끊었고, 그의 일족들도 모두 처형되었다.
몰수한 양기의 재산은 국가의 세금의 절반에 달하였으며, 양기와 연루되어 죽은 고관이 수십 명, 파직된 관리가 300여 명에 이르러 한때 조정이 텅 빌 정도였다고 한다.